# Madagascar ai Giochi della XXX Olimpiade
Il Madagascar ha partecipato ai Giochi della XXX Olimpiade di Londra, che si sono svolti dal 27 luglio al 12 agosto 2012, con una delegazione di 7 atleti.
Il portabandiera alla cerimonia di apertura è stato il judoka Fetra Ratsimiziva.

## Atletica leggera
Gare maschili
| Atleta   | Gara           | Batterie | Batterie | Quarti          | Quarti          | Semifinali      | Semifinali      | Finale          | Finale          |
| Atleta   | Gara           | Tempo    | Pos.     | Tempo           | Pos.            | Tempo           | Pos.            | Tempo           | Pos.            |
| -------- | -------------- | -------- | -------- | --------------- | --------------- | --------------- | --------------- | --------------- | --------------- |
| Ali Kamé | 110 m ostacoli | DSQ      | DSQ      | non qualificato | non qualificato | non qualificato | non qualificato | non qualificato | non qualificato |

Gare femminili
| Atleta                    | Gara   | Batterie | Batterie | Quarti          | Quarti          | Semifinali      | Semifinali      | Finale          | Finale          |
| Atleta                    | Gara   | Tempo    | Pos.     | Tempo           | Pos.            | Tempo           | Pos.            | Tempo           | Pos.            |
| ------------------------- | ------ | -------- | -------- | --------------- | --------------- | --------------- | --------------- | --------------- | --------------- |
| Marie Eliane Saholinirina | 1500 m | 4:19.46  | 12       | non qualificata | non qualificata | non qualificata | non qualificata | non qualificata | non qualificata |

## Judo
| Atleta            | Event           | 32-esimi             | 16-esimi             | Quarti               | Semifinali           | 1° Ripescaggio       | 2° Ripescaggio       | Finale               | Finale          |                 |
| Atleta            | Event           | Avversario Risultato | Avversario Risultato | Avversario Risultato | Avversario Risultato | Avversario Risultato | Avversario Risultato | Avversario Risultato | Classifica      |                 |
| ----------------- | --------------- | -------------------- | -------------------- | -------------------- | -------------------- | -------------------- | -------------------- | -------------------- | --------------- | --------------- |
| Fetra Ratsimiziva | -81 kg maschile | Lucenti P 0001–1000  | Non qualificato      | Non qualificato      | Non qualificato      | Non qualificato      | Non qualificato      | Non qualificato      | Non qualificato | Non qualificato |

## Nuoto
Maschile
| Mamitina Ramanantsoa | 200 m rana | DSQ | DSQ | non qualificato | non qualificato | non qualificato | non qualificato | non qualificato | non qualificato |

Femminile
| Estellah Fils Rabetsara | 100 m stile libero | 1:02.39 | 43 | non qualificata | non qualificata | non qualificata | non qualificata | non qualificata | non qualificata |

## Sollevamento pesi
| Atleta                    | Gara             | Strappo | Strappo | Slancio | Slancio | Totale | Posizione |
| Atleta                    | Gara             | Ris.    | Pos.    | Ris.    | Pos.    | Totale | Posizione |
| ------------------------- | ---------------- | ------- | ------- | ------- | ------- | ------ | --------- |
| Nathalia Rakotondramanana | -48 kg femminile | 55      | 12      | 80      | 12      | 135    | 12        |

## Lotta[1]
Lotta libera femminile
| Atleta              | Gara   | Qualificazioni       | 16-esimi             | Quarti               | Semifinale           | 1° Ripescaggio       | 2° Ripescaggio       | Finale               | Finale     |
| Atleta              | Gara   | Avversario Risultato | Avversario Risultato | Avversario Risultato | Avversario Risultato | Avversario Risultato | Avversario Risultato | Avversario Risultato | Classifica |
| ------------------- | ------ | -------------------- | -------------------- | -------------------- | -------------------- | -------------------- | -------------------- | -------------------- | ---------- |
| Patricia Soloniaina | -72 kg | Ali P 0–5            | Non qualificata      | Non qualificata      | Non qualificata      | Non qualificata      | Non qualificata      | Non qualificata      | 15         |